# Mazelenvirus
Het mazelenvirus is een RNA-virus, een paramyxovirus uit het geslacht Morbillivirus dat de oorzaak is van de kinderziekte mazelen.